# Adam Schlesinger
Adam Lyons Schlesinger, född 31 oktober 1967 i New York, död 1 april 2020 i Poughkeepsie, New York, var en amerikansk singer-songwriter, skivproducent och gitarrist. 
Schlesinger belönades med tre Emmys, en Grammy och en ASCAP Pop Music Award. Han har även nominerats till Oscar, Tony och Golden Globe Awards. Han var en av medlemmarna i banden Fountains of Wayne, Ivy och Tinted Windows
Schlesinger växte upp på Manhattan och i Montclair, New Jersey.
Adam Schlesinger avled 1 april 2020, i sviterna av Covid-19, efter att ha legat i respirator i två veckor.